# Truxton (jogo eletrônico)
Truxton, conhecido no Japão como Tatsujin (タツジン), é um jogo eletrônico lançado em 1988 pela Toaplan. O gênero do jogo é Shoot 'em up, onde o jogador assume o controle de uma nave que avança verticalmente por um cenário espacial repleto de inimigos. Foi desenvolvido inicialmente como um jogo arcade, recebendo mais tarde versões para Mega Drive (mundialmente) e para TurboGrafx-16 (apenas para o Japão).